# Municipio de Piney (Pensilvania)
El municipio de Piney (en inglés: Piney Township) es un municipio ubicado en el condado de Clarion en el estado estadounidense de Pensilvania. En el año 2000 tenía una población de 516 habitantes y una densidad poblacional de 11.2 personas por km².

## Geografía
El municipio de Piney se encuentra ubicado en las coordenadas 41°08′49″N 79°28′42″O / 41.14694, -79.47833.

## Demografía
Según la Oficina del Censo en 2000 los ingresos medios por hogar en la localidad eran de $31,375 y los ingresos medios por familia eran de $34,167. Los hombres tenían unos ingresos medios de $28,542 frente a los $18,500 para las mujeres. La renta per cápita de la localidad era de $16,473. Alrededor del 14,3% de la población estaba por debajo del umbral de pobreza.